# فرودگاه یکاترینبورگ آرامیل
فرودگاه یکاترینبورگ آرامیل (به روسی: Аэропорт Уктус) فرودگاهی عمومی واقع در یکاترینبورگ در کشور روسیه است که توسط JSC ۲nd Sverdlovsk Air Enterprise اداره می‌شود.

## شرکت‌های هواپیمایی و مقصدهای پروازی
| شرکت‌های هواپیمایی | مقصدهای پروازی |
| ----------------- | -------------- |
| Gazpromavia       | ونوکووا        |